# Circuit de Motocròs de Binifarda - Sant Joan
El Circuit de Motocròs de Binifarda - Sant Joan és un circuit permanent de motocròs situat al carrer del Vent al poble de Sant Joan a Mallorca. El 30 de gener del 2012 a petició de la batlia de Sant Joan el circuit de motocròs es va tancar al públic.

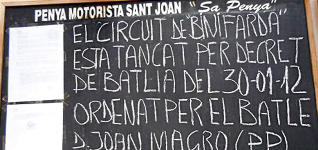
Anunci del tancament

El Circuit de Binifarda està situat al carrer del Vent al poble de Sant Joan. És a 32 quilòmetres de Palma, 15 de Manacor i 7 de Montuïri. Anant-hi des de ciutat, se segueix l'autopista de Manacor fins a arribar a Montuïri on se segueix cap a Sant Joan. Una vegada al poble el circuit es troba en un turó al nord-oest, al carrer del Vent. La longitud total del circuit és de 900 metres, amb una amplada mitjana de 7 metres, una mínima de 5 i una màxima d'11. La pista és de terra (en terreny dur) i el seu traçat, no gaire tècnic ni exigent. El circuit, que es recorre al contrari del sentit de les busques del rellotge, és ideal per a motos de totes les cilindrades i per a pilots de nivell mitjà.